# Леведій
Леведій, Левед, Леведіас — напівлегендарний вождь угорських племен ІХ століття.
Дружиною Леведія була хозарська принцеса, і він був близький до хозарської правлячої династії. Сам Леведій міг бути одним з хозар. За словами Костянтина VII Багрянорідного у його трактаті Про управління імперією, хозари намагалися зробити Леведія найвищим правителем усіх угорських племен, але він відмовився, можливо, тому що він був бездітним або через його тісні зв'язки з урядом Хозарського каганату. В якості союзників хозар угри на чолі з Леведієм відзначилися у війнах, однак 830—836 роках після нової поразки від печенігів були переселені на західні кордони Хозарського каганату в Північне Причорномор'я.
Земля угорців періоду 830—890 років відома з джерел як «Ателькуза» (Etelköz), а самоназвою цього об'єднання було «Хетумогер» («сім племен мадяр»). Після усобиці в Хозарії 860-х рр. до угорського союзу приєдналося плем'я хозарського походження — кабари, що повстали проти центральної влади. Напередодні усобиці не пізніше 850-х рр. хозари надали можливість уграм обрати єдиного правителя, яким став Алмош, батько Арпада — засновника угорської королівської династії Арпадів.
Прабатьківщина мадярських племен між річками Урал і Волга був названий Лебедія або Леведія за ім'ям Лебедіаса. Українські топоніми Лебедин, Левада, Либідь й Лівадія також перекликаються з угорською топонімікою.